# Église Saint-Hippolyte de Saint-Hippolyte (Charente-Maritime)
Pour les articles homonymes, voir Église Saint-Hippolyte.
L'église Saint-Hippolyte est une église de style roman saintongeais située à Saint-Hippolyte en Saintonge, dans le département français de la Charente-Maritime et la région Nouvelle-Aquitaine.

## Historique
L'église de Saint-Hippolyte fut construite en style roman durant la deuxième moitié du XIIe siècle mais le chœur a été aménagé à la fin du XVe siècle.
Elle fait l'objet d'un classement au titre des monuments historiques depuis le 18 septembre 1995.

## Architecture

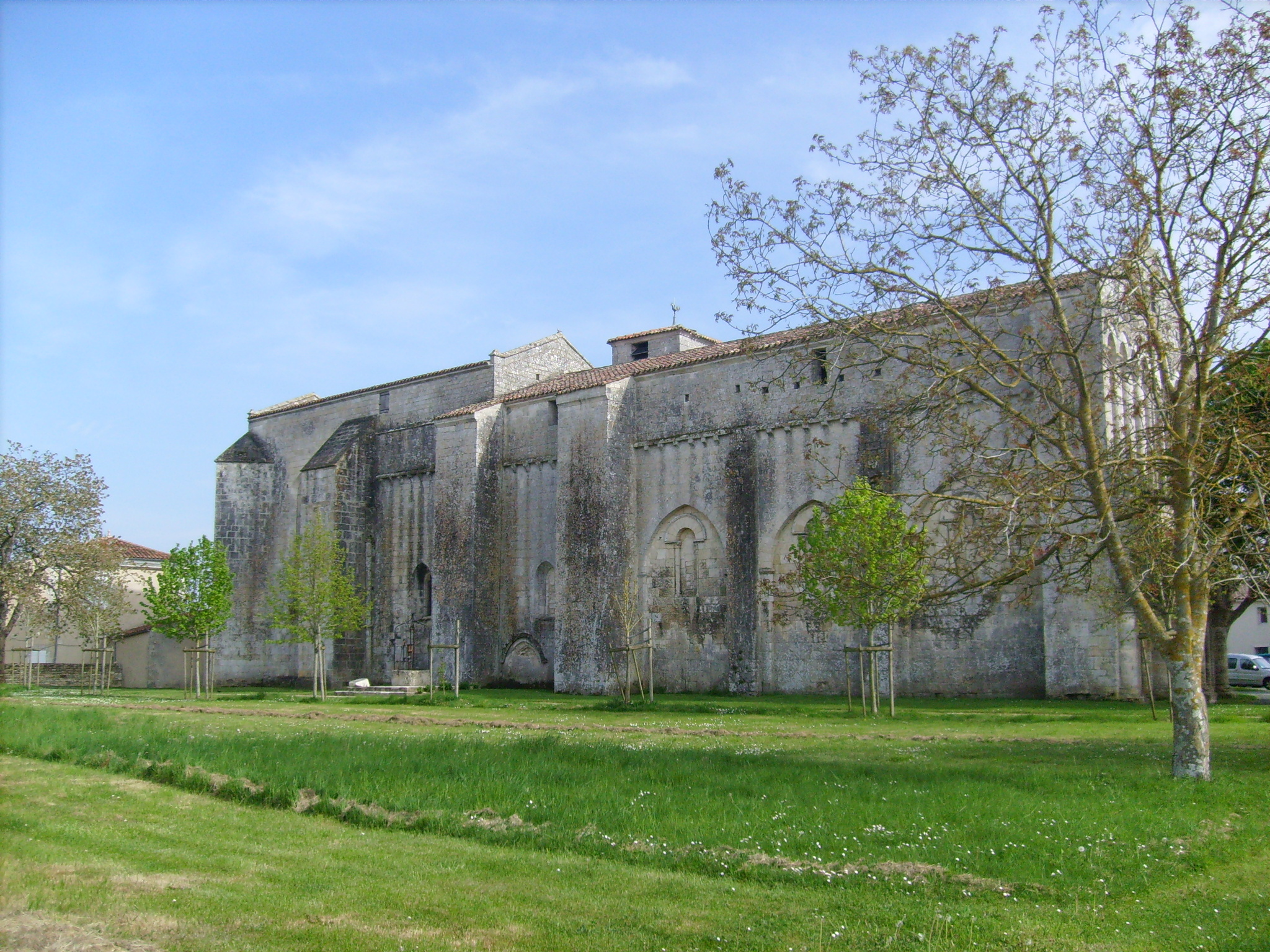
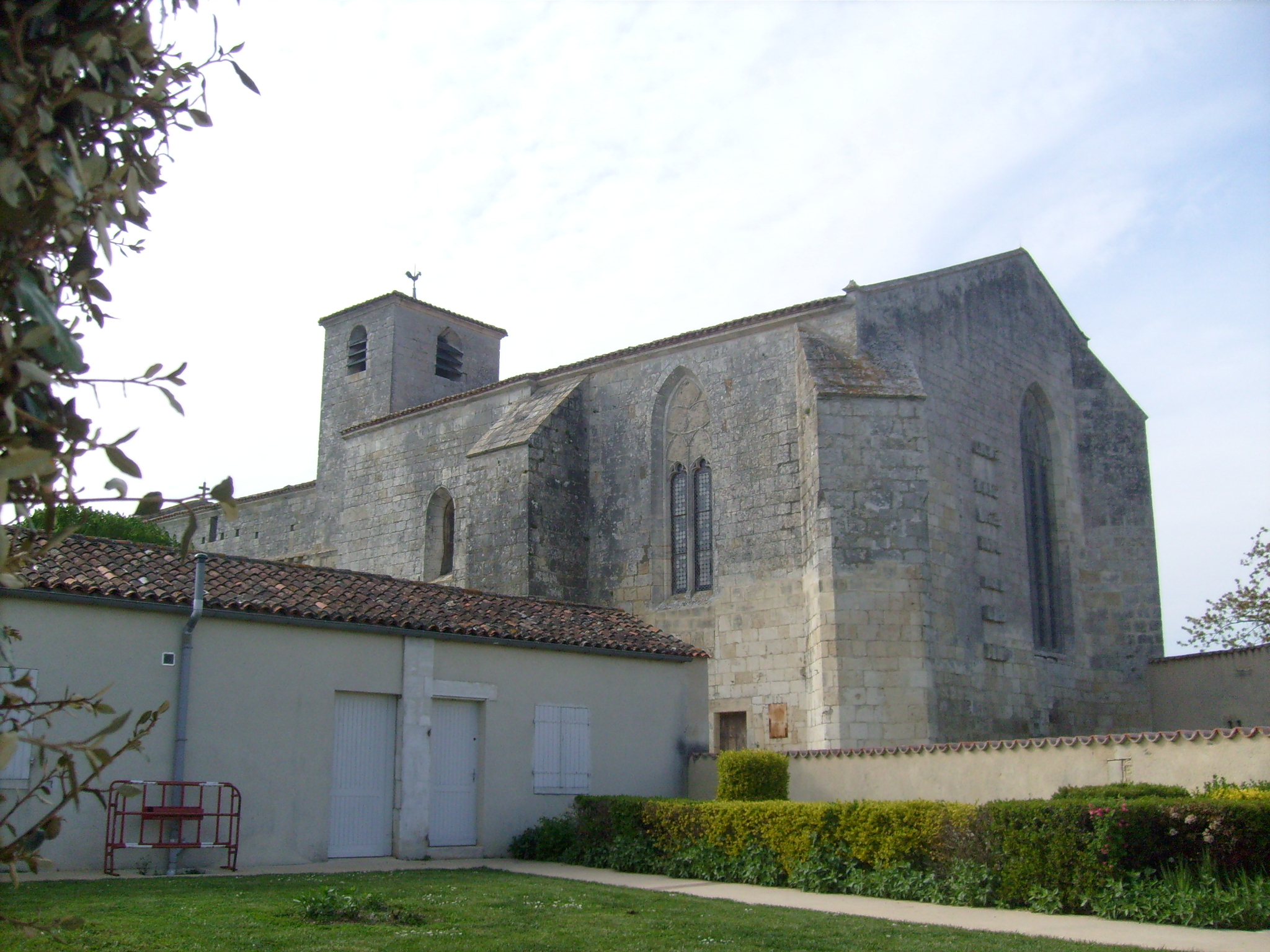
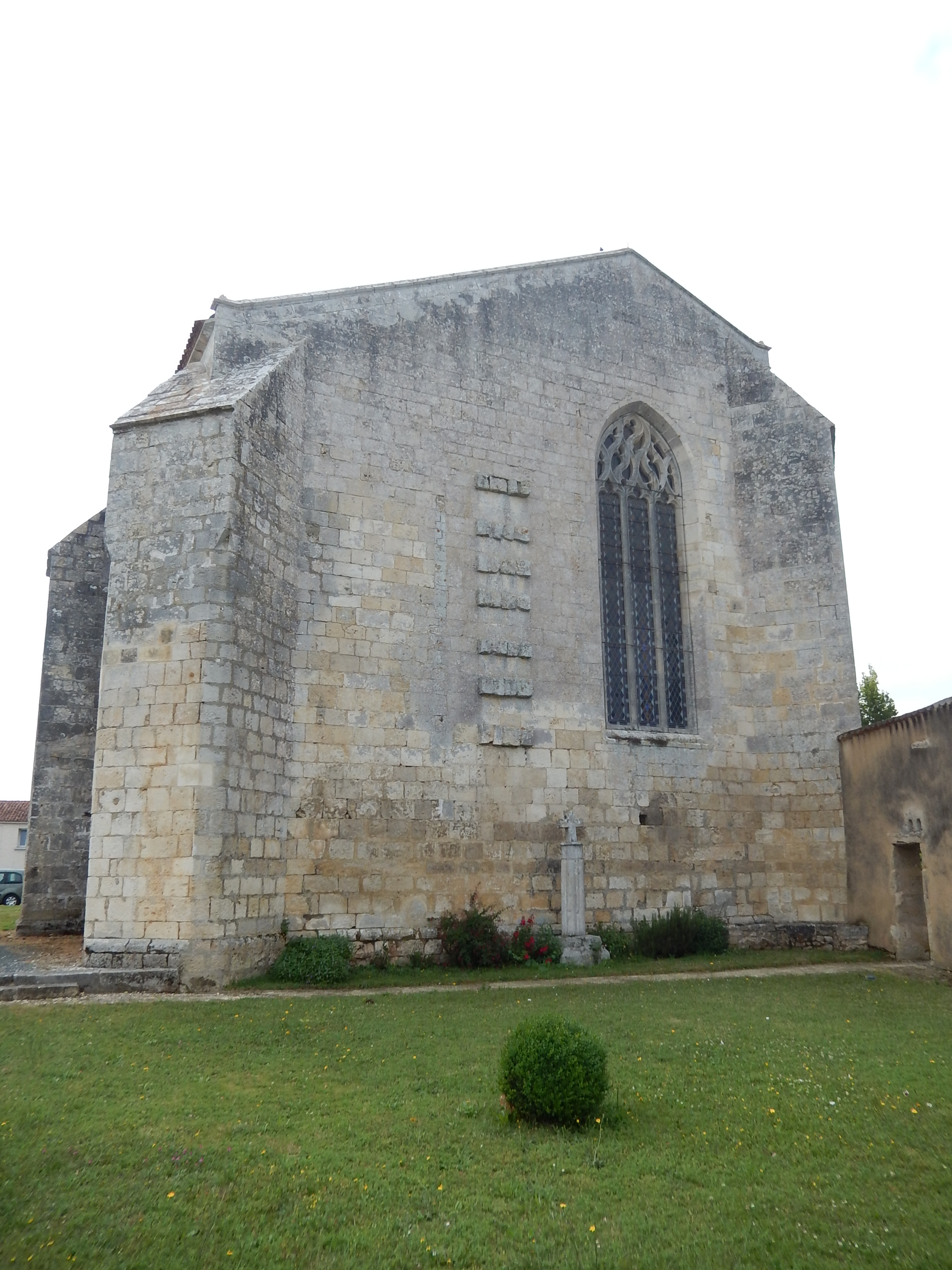
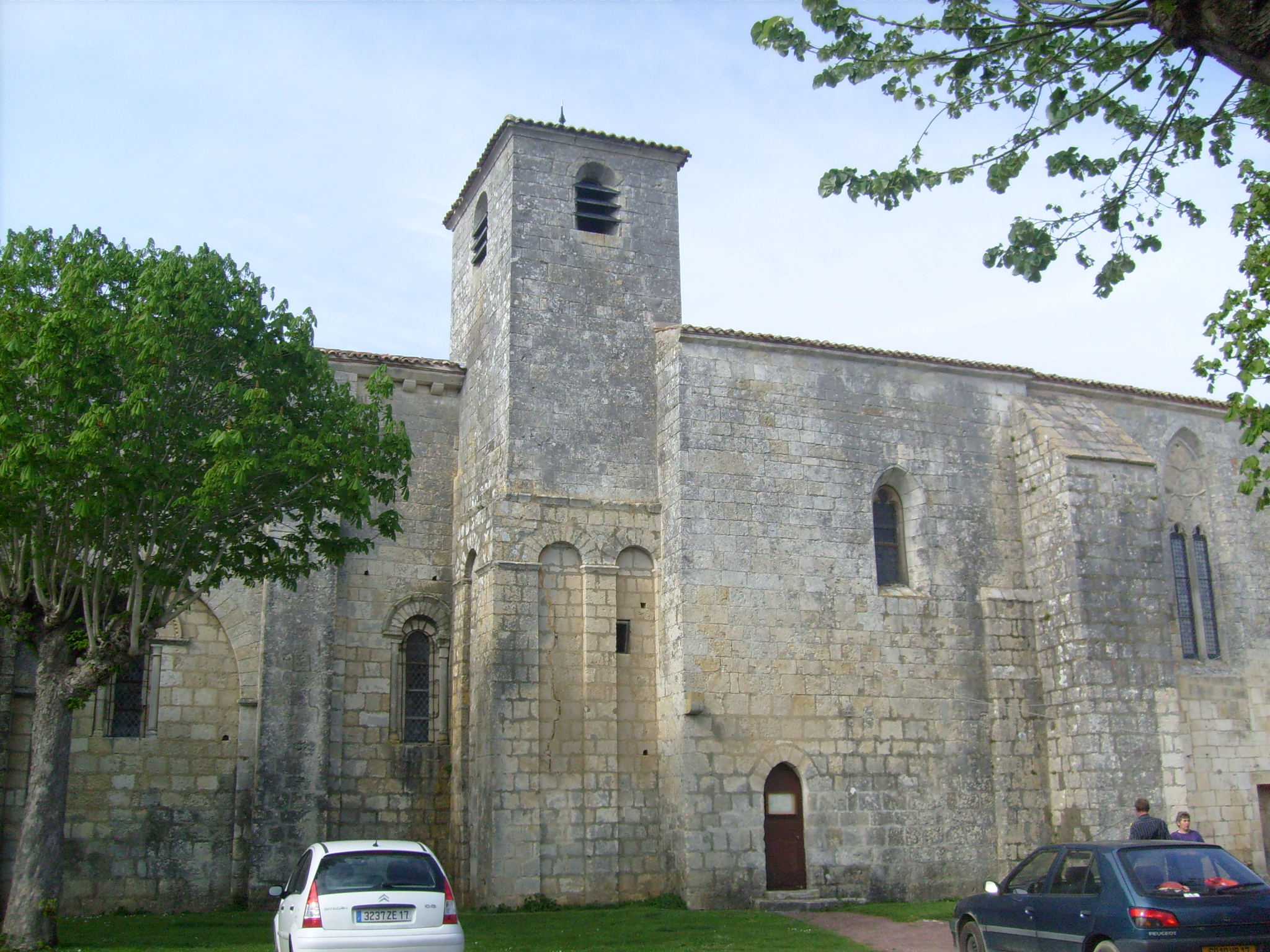
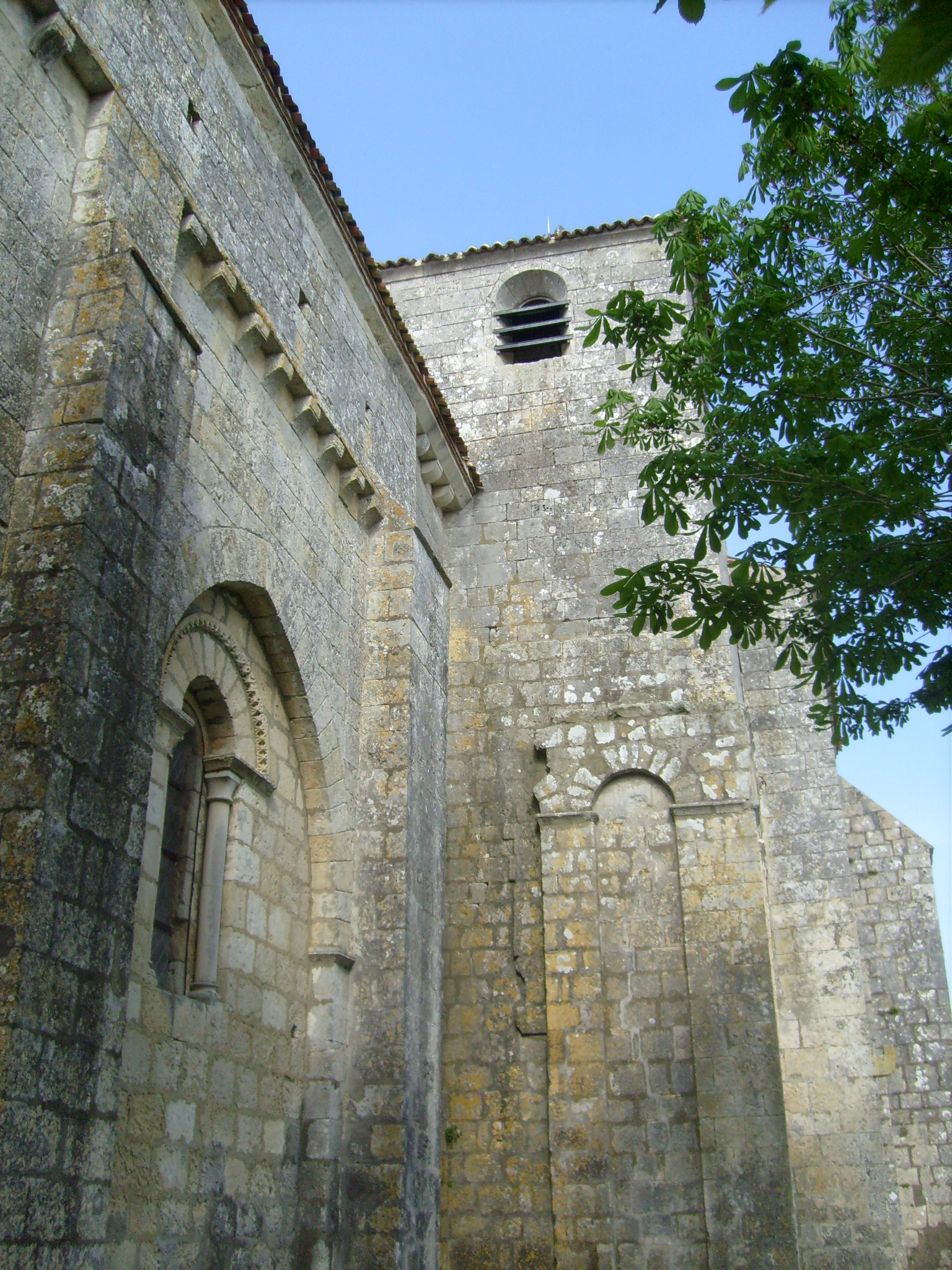